# Ehrenberg (Pfaffenhofen an der Ilm)
Ehrenberg ist ein Kirchdorf und eine ehemals selbstständige Gemeinde mit etwa 225 Einwohnern (Stande Ende 2023), die rund sechs Kilometer nördlich von Pfaffenhofen an der Ilm liegt.

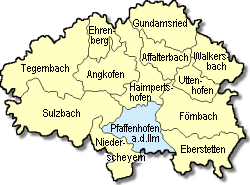
Eingemeindungen nach Pfaffenhofen an der Ilm in der Gebietsreform

## Geschichte
Erstmals wird Ehrenberg Ende 1037 als Wohnstatt eines Ritters Adalbero von Perg erwähnt. 1647 ersteigerten die Grafen von Toerring den Ort als Bestandteil der Hofmark Ritterswörth und gliederten ihn in ihre Hofmark Pörnbach ein.
Am 1. Januar 1972 verlor die 1818 mit dem bayerischen Gemeindeedikt begründete Gemeinde Ehrenberg im Zuge der Gemeindegebietsreform ihre Selbstständigkeit und wurde in die Stadt Pfaffenhofen an der Ilm eingemeindet.

## Kirche: St. Ulrich
- Orgel

Orgelbauer: W.Sauer
| I Manual C–f3 |       |
| Holzgedackt   | 8′    |
| Weidenpfeife  | 8′    |
| Prinzipal     | 4′    |
| Rohrflöte     | 4′    |
| Waldflöte     | 2     |
| Sifflöte      | 1 ⁄3′ |
| Mixtur        | 3-4‘  |

| Pedal C–d1 |     |
| Pommer     | 16‘ |

- Koppeln: I/P
- 1 Manual + Pedal
- 8 Register (+ 1 Koppeln)

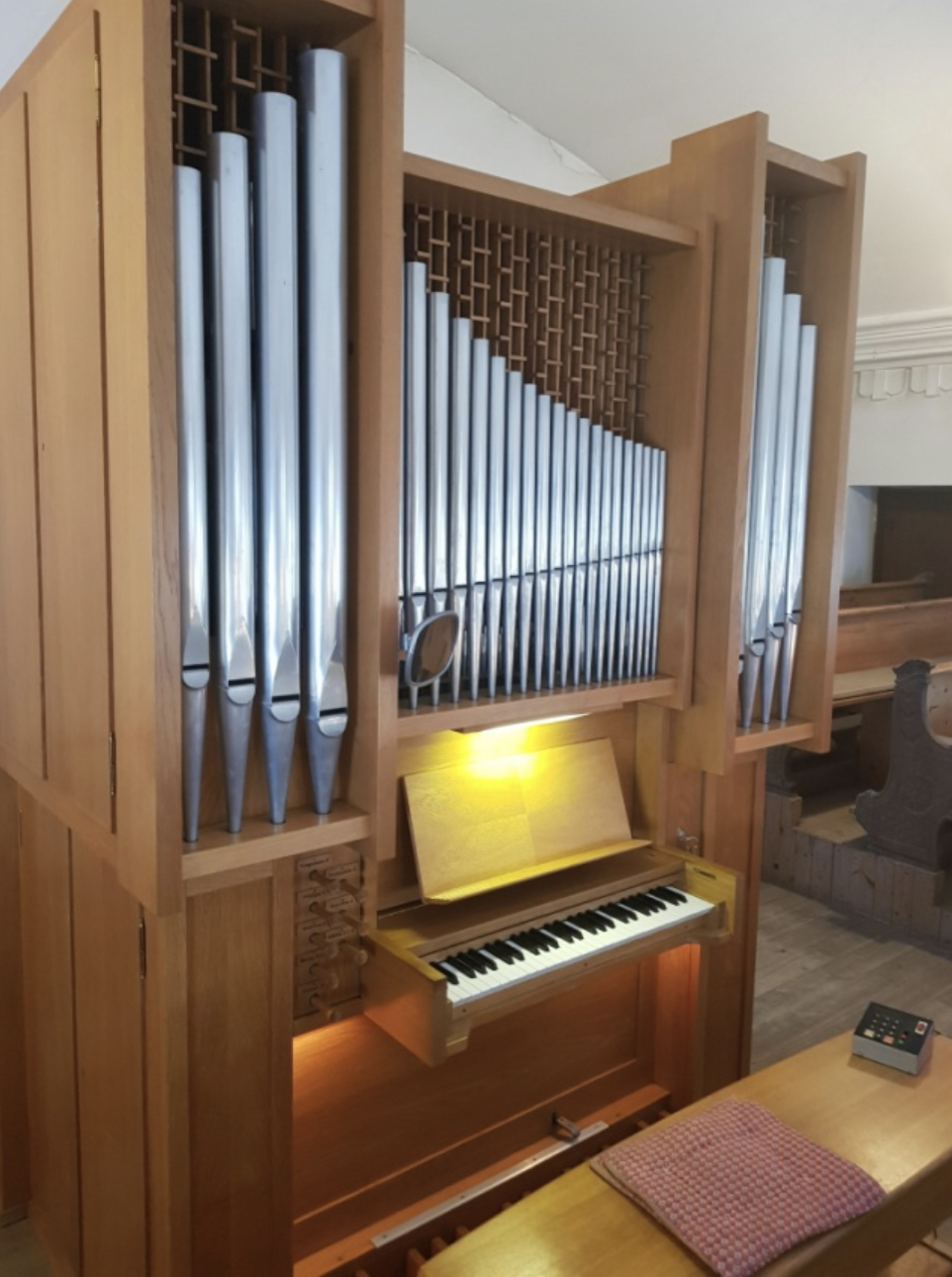
Orgel

Derzeitige Organisten sind: Stefan Hirschberger, Waltraud Lehmair, Kilian Niedermayr

## Baudenkmäler
Siehe auch: Liste der Baudenkmäler in Ehrenberg
Zu einem bestehenden, wesentlich älteren Turm wurde das Kirchenschiff der Pfarrkirche St. Ulrich  1947/48 neu erbaut. Zusammen mit dem Pfarrhaus aus dem Jahr 1857 steht die Kirche unter Denkmalschutz.

## Bodendenkmäler
Siehe: Liste der Bodendenkmäler in Pfaffenhofen an der Ilm